# Max Worthley
Maxwell George „Max“ Worthley (* 19. Februar 1913 in Adelaide, South Australia, Australien; † 19. November 1999 in Fayetteville, Arkansas, Vereinigte Staaten) war ein australischer Sänger der Stimmlage Tenor und Gesangspädagoge.

## Leben
Max Worthley erlernte den Beruf eines Bankkaufmanns, den er bis 1939 ausübte. Parallel dazu sang er in einem Chor und nahm Unterricht bei der Gesangslehrerin Frau Kugelberg und am Elder Conservatorium of Music der University of Adelaide. Ab 1934 trat er in Sendungen der Australian Broadcasting Corporation und in Konzerten auf, so 1938 in The Coming of Christ und 1939 in Gammer Gurton’s Needle. 1939 wurde er als Soldat eingezogen und diente im Zweiten Weltkrieg im Mittleren Osten, auf Neuguinea und auf Borneo.
Nach Beendigung des Krieges ging er 1946 nach London und studierte an der London Opera School. 1947 erhielt er ein Engagement an der von Benjamin Britten und Eric Crozier gegründeten English Opera Group (später English Music Theatre Company). Er sang die Rolle des Thomas Meadows in Love in a Village, den Nimming Ned in der von Benjamin Britten bearbeiteten The Beggar’s Opera und am 14. Juni 1949 die Rolle des Clem in der Premiere von Let’s Make an Opera in der Jubilee Hall auf dem Aldeburgh Festival. 1950 sang er den Florestan Ducroquet (Florian Specht) in Un Mari à la Porte von Jacques Offenbach. 1951 sang er – im Wechsel mit Peter Pears – die Titelrolle in Albert Herring. In der Saison 1951/1952 sang er den Neuling in Billy Budd und am Covent Garden unter dem Dirigat von Erich Kleiber den Hauptmann in Wozzeck von Alban Berg und den Don Basilio in Le nozze di Figaro von Wolfgang Amadeus Mozart. Im Hörfunk der BBC wirkte er in über 300 Sendungen mit.
1953 kehrte er aus familiären Gründen nach Australien zurück, wo er Gesangsunterricht gab und das Opernprogramm an der University of Adelaide leitete. 1956 sang der die Rollen des Don Ottavio in Don Giovanni (als Partner von Sena Jurinac) und des Tamino in Die Zauberflöte von Wolfgang Amadeus Mozart in der anlässlich des 200. Geburtstages von Mozart gegründeten Australian Opera Company (später Elizabethan Theatre Trust Opera Company). Er trat auf als Hans in Die verkaufte Braut von Bedřich Smetana, als Rodolfo in La Bohème von Giacomo Puccini und als Nemorino in L’elisir d’amore von Gaetano Donizetti. In Adelaide war er als Musikpädagoge tätig und produzierte Opern. Er unternahm mehrere Konzertreisen nach Neuseeland, Malaysia und Singapur. 1958 besuchte er Deutschland, studierte in Frankfurt am Main Liedvortrag und trat in Liederabenden auf. Ab 1960 wirkte er für die BBC an der Aufnahme mehrerer Opern, Operetten und Oratorien mit. 1961 wurde er Mitglied des Deller Consorts, mit dem er unter anderem Alexander’s Feast aufnahm und auf Tournee in die Vereinigten Staaten ging.
1967 wurde er Professor für Musik und Direktor des Operntheaters an der University of Arkansas in Fayetteville. Er produzierte über 25 Opern und trat auch selbst noch als Sänger auf. 1976 sang er in der Premiere des dramatischen Oratoriums Galileo Galilei von Lee Hoiby im neu erbauten Von Braun Civic Center.
Max Worthley war seit 1953 verheiratet mit der Pianistin, Organistin und Musiklehrerin Edith Ellen Worthley geb. French (1917–2014). Er verstarb am 19. November 1999 in Fayetteville.